# Altid frejdig, når du går
"Altid frejdig, når du går" er en dansk sang, hvor teksten er skrevet af Christian Richardt og udgivet i 1867. 
Melodien er lånt fra en sang af C.E.F. Weyse der blev udgivet i 1838.
Som en del af et eventyrdigt var digtet ikke oprindeligt en salme, men den er nu optaget i Den Danske Salmebog som nummer 784.
Sangen benyttes ofte til begravelser og blev også benyttet som samlingspunkt for frihedskampen mod den tyske besættelse af Danmark 1940-1945.
Den kom også med i Kongesangbogen, der var tiltænkt alsang under besættelsen. Den synges også ofte til konfirmationer.

## Tekst
Richardts tekst stammer fra et længere eventyrdigt med titlen "Tornerose" der udkom i Texter og Toner fra 1868.
I eventyrdigtet er det ridderen der synger til Tornerose.
Han indleder med:
Paa Vindebroen er jeg, — fra dens Planker

det giver Gjenlyd alt for hvert et Skridt

nu vil jeg stemme op den lille Vise,

min Fader lærte mig, da jeg blev Væbner.
Umiddelbart herefter kommer de tre strofer som digtet består af:
Altid frejdig, når du går

veje, Gud tør kende,

selv om du til målet når

først ved verdens ende.

Aldrig ræd for mørkets magt!

stjernerne vil lyse;

med et fadervor i pagt

skal du aldrig gyse.

Kæmp for alt, hvad du har kært;

dø, om så det gælder,

da er livet ej så svært,

døden ikke heller.
Sangen mangler, hvad der er kaldt de tre hovedelementer i en salme: lovprisning, bekendelse og bøn.
I stedet er den anset som "en lille moralsk Betragtning med optimistisk Tendens".
Teksten skal være gendigtet på tysk med begyndelseslinjen "Geh voran mit leichtem Mut".

## Melodi
Melodien er lånt fra en anden dansk salme: B.S. Ingemann og C.E.F. Weyses klassiske aftensang fra 1838 "Dagen går med raske fjed".
Der er en generel nedadgående melodilinje, og melodien når først den nederste grundtone på den sidste tone.

## Versioner og indspilninger
Lene Siel i 2005,
Ann-Mette Elten i 2007
og Pernille Bach er blandt de kvindelige sangere, der har udgivet sangen, 
mens Erik Paaske, Erik Grip, Lars H.U.G. og 
Thomas Kjellerup i 2022
er blandt de mandlige sangere.
Den Danske Salmeduo, bestående af Christian Vuust på saxofon og Hans Esbjerg på klaver, udgav en jazzet instrumentalversion i 2019.
Jens Gaardbo har nævnt "Altid frejdigt" som sit yndlingsdigt.
Den dansk-tyske sangerinde Greta har lånt fraser fra "Altid frejdig, når du går" til sin sang "Frihed" fra 2021, der var lavet i anledning af Frihedsmuseets et-års fødselsdag.
Salmen bliver brugt i tv-serien Matador i afsnittet, hvor en ung bankassistent og modstandsmand mindes efter at være blevet skudt af tyskerne.
Salmen bliver desuden brugt i filmen Hvidsten Gruppen, hvor den synges i lastbilen på vej til Ryvangen.
Digtets sidste strofe er indgraveret på Anders Lassens gravsten på militærkirkegården i Argenta i Italien.